# Шестаково (Заводоуковський міський округ)
Шестако́во (рос. Шестаково) — село у складі Заводоуковського міського округу Тюменської області, Росія.
Населення — 386 осіб (2010, 477 у 2002).
Національний склад станом на 2002 рік:
- росіяни — 85 %